# Bidaspa formosanella
Bidaspa formosanella är en fjärilsart som beskrevs av Matsumura 1929. Bidaspa formosanella ingår i släktet Bidaspa och familjen juvelvingar. Inga underarter finns listade i Catalogue of Life.